# Sybra fuscolateralis
Sybra fuscolateralis är en skalbaggsart som beskrevs av Stefan von Breuning 1939. Sybra fuscolateralis ingår i släktet Sybra och familjen långhorningar.
Artens utbredningsområde är:
- Fiji.
- Vanuatu.

Inga underarter finns listade i Catalogue of Life.